# 范比伯湖 (印地安納州)
范比伯湖（英語：Van Bibber Lake）是位於美國印地安納州普特南縣的一個人口普查指定地區。

## 人口
根據2010年美國人口普查的數據，范比伯湖的面積為0.92平方千米，當中陸地面積為0.67平方千米，而水域面積為0.25平方千米。當地共有人口485人，而人口密度為每平方千米527.17人。